# Grand Prix-wegrace van Groot-Brittannië 1981
De Grand Prix-wegrace van Groot-Brittannië 1981 was de elfde Grand Prix van het wereldkampioenschap wegrace-seizoen 1981. De races werden verreden op 2 augustus 1981 op het Silverstone circuit nabij Silverstone (Northamptonshire). In deze Grand Prix werden de wereldtitels in de 125cc-klasse en de 350cc-klasse beslist. 

## Algemeen
In Silverstone werden twee wereldtitels beslist: Ángel Nieto werd kampioen 125 cc (zijn tiende wereldtitel) en Toni Mang werd wereldkampioen 350 cc. Beiden hoefden daar eigenlijk niet eens voor te rijden: Nieto werd wereldkampioen toen Loris Reggiani bij een val in de 250cc-race zodanig geblesseerd raakte dat hij in de 125cc-race niet kon starten en Mang werd wereldkampioen omdat de geblesseerde Jon Ekerold zich niet eens kon kwalificeren. Toni Mang kon ook zijn 250cc-titel al bijna vieren. Hij hoefde in de komende drie Grands Prix nog maar één punt te scoren. Jack Middelburg won zijn tweede 500cc-Grand Prix.

## 500 cc
De snelste trainingstijd van Graeme Crosby in Silverstone was 1'30"04, maar het was al duidelijk dat die in de race niet lang volgehouden kon worden. De Michelin-banden van Jack Middelburg waren na vijf trainingsronden al versleten. Na de start vormden zich twee kopgroepjes met Graeme Crosby, Kenny Roberts, Barry Sheene, Marco Lucchinelli en iets daarachter Randy Mamola, Kork Ballington en Jack Middelburg. Dat kleine gaatje speelde de tweede groep in de kaart toen Crosby in de derde ronde onderuit schoof. Roberts schoot de vallende machine voorbij, maar Sheene remde zichzelf onderuit en Lucchinelli werd door twee vallende coureurs en motorfietsen gedwongen in de strobalen en vanghekken te rijden. De achtervolgers konden de situatie omzeilen en sloten aan bij Roberts. Lucchinelli wist na enige tijd zijn machine uit de ravage te bevrijden en zette zijn race op de laatste plaats voort. Een groot aantal ronden lang vochten Roberts en Mamola om de leiding, waarbij ze elkaar soms meerdere malen in een ronde passeerden. Ballington volgde dit gevecht aanvankelijk op enkele meters, Middelburg op enkele tientallen meters, maar groot werd de afstand nooit. De rondetijden bleven rond de 1 minuut 33, drie seconden langzamer dan in de training, omdat de twee leiders elkaar in elke bocht bevochten. Voor Mamola stond er veel op het spel: door een overwinning zou hij Lucchinelli tot op één punt in het kampioenschap kunnen naderen. Af en toe kon Kork Ballington zich met het gevecht bemoeien en dan daalde het tempo zover dat Middelburg weer aansluiting vond. In de twaalfde ronde wist Mamola een gaatje te creëren en toen kon hij ook veel betere rondetijden rijden. Toen Roberts dit gat dichtreed waren twee kleine aanvallen genoeg om Ballington en Middelburg opnieuw aan te laten sluiten. In de achttiende ronde reed Ballington zijn Kawasaki de pit in, maar Middelburg kon de koplopers nog steeds goed volgen, temeer omdat de eerste achterblijvers (Lucchinelli als eerste) werden ingehaald. In de 26e ronde lag Middelburg tweede, terwijl Mamola terrein begon te verliezen omdat zijn Suzuki op drie cilinders liep. Bevrijd van zijn concurrent zou Roberts nu ongestoord de laatste twee ronden kunnen rijden, maar dat gebeurde niet. Hij kon niet wegrijden van Jack Middelburg, die bij het ingaan van de 28e (laatste) ronde de leiding nam. In Woodcote corner moest Roberts buitenom en dat lukte niet. Jack Middelburg won zijn tweede WK-race. Mamola had voldoende voorsprong op Bernard Fau om ondanks alles toch derde te worden.

### Uitslag 500 cc
| Pos | Coureur         | Merk     | Tijd     | Punten |
| --- | --------------- | -------- | -------- | ------ |
| 1   | Jack Middelburg | Suzuki   | 43'24"34 | 15     |
| 2   | Kenny Roberts   | Yamaha   | 43'24"64 | 12     |
| 3   | Randy Mamola    | Suzuki   | 43'37"38 | 10     |
| 4   | Bernard Fau     | Suzuki   |          | 8      |
| 5   | Marc Fontan     | Yamaha   |          | 6      |
| 6   | Boet van Dulmen | Yamaha   |          | 5      |
| 7   | Stuart Avant    | Suzuki   |          | 4      |
| 8   | Ikujiro Takai   | Yamaha   |          | 3      |
| 9   | Steve Parrish   | Yamaha   |          | 2      |
| 10  | Chris Guy       | Suzuki   |          | 1      |
| 11  | Graziano Rossi  | Suzuki   |          |        |
| 12  | Peter Sjöström  | Suzuki   |          |        |
| 13  | Guido Paci      | Yamaha   |          |        |
| 14  | Roberto Pietri  | Suzuki   |          |        |
| 15  | Andreas Hofmann | Yamaha   |          |        |
| DNF | Keith Huewen    | Suzuki   |          |        |
| DNF | Graeme Crosby   | Suzuki   | Val      |        |
| DNF | Barry Sheene    | Yamaha   | Val      |        |
| DNF | Freddie Spencer | Honda    | Motor    |        |
| DNF | Kork Ballington | Kawasaki |          |        |

### Top 10 WK-stand na deze race
| Pos. | Coureur           | Motorfiets | Ptn. |
| ---- | ----------------- | ---------- | ---- |
| 1    | Marco Lucchinelli | Suzuki     | 88   |
| 2    | Randy Mamola      | Suzuki     | 82   |
| 3    | Kenny Roberts     | Yamaha     | 70   |
| 4    | Barry Sheene      | Yamaha     | 57   |
| 5    | Graeme Crosby     | Suzuki     | 56   |
| 6    | Boet van Dulmen   | Yamaha     | 52   |
| 7    | Jack Middelburg   | Suzuki     | 42   |
| 8    | Kork Ballington   | Kawasaki   | 25   |
| 9    | Hiroyuki Kawasaki | Suzuki     | 19   |
| 10   | Marc Fontan       | Yamaha     | 15   |

## 350 cc
Jon Ekerold verscheen op krukken in Silverstone. Hij wilde in elk geval zijn laatste kans om Toni Mang van de wereldtitel af te houden niet laten schieten, maar was al in de kwalificatie kansloos. Zo stond er bij de start al een nieuwe wereldkampioen. Voor Mang was dat geen reden het rustig aan te doen. Nadat Alan North en Didier de Radiguès heel even aan de leiding hadden gereden, ging Mang ervandoor en moest het publiek zich vermaken met de spannende strijd om de tweede plaats tussen North, De Radiguès, Jeffrey Sayle, Keith Huewen, Martin Wimmer, Charlie Williams, Graeme McGregor en Graham Young. De slecht gestarte Jean-François Baldé vond na een inhaalrace aansluiting bij deze groep en begon samen met Huewen, De Radiguès en Wimmer aan de laatste ronde. Huewen wist Baldé in de laatste bocht (Woodcote) binnendoor te verschalken en werd tweede achter Toni Mang.

### Uitslag 350 cc
| Pos | Coureur             | Merk            | Tijd     | Punten   |
| --- | ------------------- | --------------- | -------- | -------- |
| 1   | Toni Mang           | Kawasaki        | 38'00"98 | 15       |
| 2   | Keith Huewen        | Yamaha          | 38'17"72 | 12       |
| 3   | Jean-François Baldé | Kawasaki        | 38'17"86 | 10       |
| 4   | Didier de Radiguès  | Yamaha          | 38'18"07 | 8        |
| 5   | Charlie Williams    | Yamaha          |          | 6        |
| 6   | Martin Wimmer       | Yamaha          |          | 5        |
| 7   | Jeffrey Sayle       | Armstrong-Rotax |          | 4        |
| 8   | Patrick Fernandez   | Bimota-Yamaha   |          | 3        |
| 9   | Donny Robinson      | Yamaha          |          | 2        |
| 10  | René Delaby         | Yamaha          |          | 1        |
| 11  | Siegfried Minich    | Yamaha          |          |          |
| 12  | Paolo Ferretti      | Yamaha          |          |          |
| 13  | Tony Head           | Yamaha          |          |          |
| 14  | Graeme McGregor     | Yamaha          |          |          |
| 15  | Eero Hyvärinen      | Yamaha          |          |          |
| DNF | Mar Schouten        | Yamaha          | Banden   |          |
| DNF | Alan North          | Yamaha          | Motor    |          |
| DNF | Peter Looijesteijn  | Yamaha          | Opgave   |          |
| DNS | Carlos Lavado       | Yamaha          | Blessure | Blessure |
| DNQ | Jon Ekerold         | Solo            | Blessure | Blessure |

### Top 10 WK-stand na deze race
| Pos. | Coureur                    | Motorfiets        | Ptn. |
| ---- | -------------------------- | ----------------- | ---- |
| 1    | Toni Mang (wereldkampioen) | Kawasaki          | 88   |
| 2    | Jon Ekerold                | Solo              | 52   |
| 3    | Patrick Fernandez          | Bimota-Yamaha     | 46   |
| 4    | Carlos Lavado              | Yamaha            | 41   |
| 5    | Jean-François Baldé        | Kawasaki          | 37   |
| 6    | Keith Huewen               | Yamaha            | 29   |
| 7    | Thierry Espié              | Bimota-Yamaha     | 24   |
| 8    | Eric Saul                  | Chevallier-Yamaha | 18   |
| 9    | Jacques Cornu              | Yamaha            | 14   |
| 9    | Graeme McGregor            | Yamaha            | 14   |

## 250 cc
Net als in de eerder verreden 350cc-race was er in de 250cc-race in Silverstone alleen strijd om de tweede plaats, omdat Toni Mang er al meteen na de start alleen vandoor ging. Nu ging het tussen Graeme McGregor, Roland Freymond, Martin Wimmer en Richard Schlachter. Deze strijd bleef spannend tot in de laatste bocht. McGregor en Freymond gingen naast elkaar over de streep en kregen zelfs dezelfde tijd, maar Freymond werd als tweede geklasseerd. Schlachter (vierde) en Wimmer (vijfde) finishten slechts 0,2 seconden later. Thierry Espié kon zijn Pernod niet aan de start brengen nadat hij tijdens de trainingen vier rugwervels had gebroken.

### Uitslag 250 cc
| Pos | Coureur                | Merk            | Tijd     | Punten   |
| --- | ---------------------- | --------------- | -------- | -------- |
| 1   | Toni Mang              | Kawasaki        | 38'32"37 | 15       |
| 2   | Roland Freymond        | Ad Maiora       | 38'40"68 | 12       |
| 3   | Graeme McGregor        | Kawasaki        | 38'40"68 | 10       |
| 4   | Richard Schlachter     | Yamaha          | 38'40"81 | 8        |
| 5   | Martin Wimmer          | Yamaha          | 38'40"81 | 6        |
| 6   | Didier de Radiguès     | Yamaha          |          | 5        |
| 7   | JeanFrançois Baldé     | Kawasaki        |          | 4        |
| 8   | Jean-Louis Guignabodet | Kawasaki        |          | 3        |
| 9   | André Gouin            | Yamaha          |          | 2        |
| 10  | Steve Tonkin           | Armstrong-Rotax |          | 1        |
| 11  | Christian Estrosi      | Yamaha          |          |          |
| 12  | Jeffrey Sayle          | Armstrong-Rotax |          |          |
| 13  | Bruno Kneubühler       | Rotax           |          |          |
| 14  | Pierre Bolle           | Yamaha          |          |          |
| 15  | August Auinger         | Rotax           |          |          |
| DNF | Loris Reggiani         | Bimota-Yamaha   | Val      |          |
| DNS | Maurizio Massimiani    | Ad Maiora       | Blessure | Blessure |
| DNS | Thierry Espié          | Pernod          | Blessure | Blessure |
| DNS | Carlos Lavado          | Yamaha          | Blessure | Blessure |
| DNQ | Jon Ekerold            | Solo            | Blessure | Blessure |

### Top 10 WK-stand na deze race
| Pos. | Coureur             | Motorfiets               | Ptn. |
| ---- | ------------------- | ------------------------ | ---- |
| 1    | Toni Mang           | Kawasaki                 | 115  |
| 2    | Jean-François Baldé | Kawasaki                 | 71   |
| 3    | Carlos Lavado       | Yamaha                   | 56   |
| 4    | Roland Freymond     | Ad Maiora                | 48   |
| 5    | Patrick Fernandez   | Bimota-Yamaha            | 38   |
| 6    | Martin Wimmer       | Yamaha                   | 25   |
| 7    | Thierry Espié       | Chevallier-Yamaha/Pernod | 24   |
| 8    | Richard Schlachter  | Yamaha                   | 23   |
| 9    | Massimo Massimiani  | Ad Maiora                | 22   |
| 10   | Eric Saul           | Chevallier-Yamaha        | 19   |

## 125 cc
Ángel Nieto werd 125cc-wereldkampioen tijdens de 250cc-race, op het moment dat zijn stalgenoot Loris Reggiani viel en een vinger brak. Reggiani zou niet in de 125cc-race kunnen starten en daarmee was de titel beslist. In de race nam Pier Paolo Bianchi de leiding, gevolgd door August Auinger, Ángel Nieto, Hans Müller en Iván Palazzese. Palazzese nam de leiding, maar viel in de vierde ronde uit door een vastloper. Nieto werd daarna niet meer bedreigd en won de race, Jacques Bolle werd tweede en Hugo Vignetti werd derde.

### Uitslag 125 cc
| Pos | Coureur            | Merk        | Tijd      | Punten    |
| --- | ------------------ | ----------- | --------- | --------- |
| 1   | Ángel Nieto        | Minarelli   | 34'29"03  | 15        |
| 2   | Jacques Bolle      | Motobécane  | 34'32"13  | 12        |
| 3   | Hugo Vignetti      | MBA         | 34'37"34  | 10        |
| 4   | Pier Paolo Bianchi | MBA         |           | 8         |
| 5   | Jean-Claude Selini | MBA         |           | 6         |
| 6   | Michel Galbit      | MBA         |           | 5         |
| 7   | August Auinger     | MBA         |           | 4         |
| 8   | Willy Pérez        | MBA         |           | 3         |
| 9   | Ricardo Tormo      | Sanvenero   |           | 2         |
| 10  | Olivier Liégeois   | MBA         |           | 1         |
| 11  | Hans Müller        | MBA         |           |           |
| 13  | Anton Straver      | MBA         |           |           |
| DNF | Guy Bertin         | Sanvenero   |           |           |
| DNF | Iván Palazzese     | MBA         | Vastloper | Vastloper |
| DNF | Eugenio Lazzarini  | Iprem       |           |           |
| DNS | Stefan Dörflinger  | Krauser-MBA | Blessure  |           |

### Top 10 WK-stand na deze race
| Pos. | Coureur                      | Motorfiets  | Ptn. |
| ---- | ---------------------------- | ----------- | ---- |
| 1    | Ángel Nieto (wereldkampioen) | Minarelli   | 125  |
| 2    | Loris Reggiani               | Minarelli   | 89   |
| 3    | Pier Paolo Bianchi           | MBA         | 76   |
| 4    | Hans Müller                  | MBA         | 55   |
| 5    | Jacques Bolle                | Motobécane  | 43   |
| 6    | Guy Bertin                   | Sanvenero   | 28   |
| 7    | Iván Palazzese               | MBA         | 27   |
| 7    | Stefan Dörflinger            | Krauser-MBA | 27   |
| 9    | Maurizio Vitali              | MBA         | 26   |
| 10   | Hugo Vignetti                | MBA         | 22   |

## Zijspannen
In Silverstone waren Rolf Biland/Kurt Waltisperg oppermachtig, ook al omdat Jock Taylor/Benga Johansson al in de eerste ronde door een gebroken drijfstang stopten. Vanaf dat moment vochten Derek Jones/Brian Ayres en Alain Michel/Michael Burkhardt om de tweede plaats, een strijd die in het voordeel van Jones beslist werd. Egbert Streuer had gehoopt weer met Bernard Schnieders te kunnen starten, die hersteld was van de blessure die hij in de TT van Assen had opgelopen. Daardoor had Streuer in de Belgische Grand Prix een beroep moeten doen op Johan van der Kaap. Nu had Schnieders echter last van een griepaanval. Tijdens de trainingen werd Streuer uit de brand geholpen door Brian Ayres, maar in de race kon dat natuurlijk niet. Gelukkig was Kenny Williams op vakantie in Silverstone. Die stapte in het zijspan van Streuer en samen werden ze vijfde.

### Uitslag zijspannen
| Pos | Coureur          | Bakkenist          | Merk                 | Tijd                | Punten              |
| --- | ---------------- | ------------------ | -------------------- | ------------------- | ------------------- |
| 1   | Rolf Biland      | Kurt Waltisperg    | LCR-Yamaha           | 31'54"10            | 15                  |
| 2   | Derek Jones      | Brian Ayres        | Ireson-Yamaha        | 32'07"90            | 12                  |
| 3   | Alain Michel     | Michael Burkhardt  | Seymaz-Yamaha        | 32'08"40            | 10                  |
| 4   | Michel Vanneste  | Serge Vanneste     | Seymaz-Yamaha        |                     | 8                   |
| 5   | Egbert Streuer   | Kenny Williams     | LCR-Yamaha           |                     | 6                   |
| 6   | Derek Bayley     | Bob Bryson         | Yamaha               |                     | 5                   |
| 7   | Werner Schwärzel | Andreas Huber      | Seymaz-Yamaha        |                     | 4                   |
| 8   | Walter Ohrmann   | Heinz Radomski     | Yamaha               |                     | 3                   |
| 9   | Dick Greasley    | Stuart Atkinson    | Yamaha               |                     | 2                   |
| 10  | Bruce Ford-Dunn  | Alistair Pirie     | Yamaha               |                     | 1                   |
| DNF | Trevor Ireson    | Clive Pollington   | Ireson-Yamaha        | Ongeval             |                     |
| DNF | Jock Taylor      | Benga Johansson    | Fowler-Windle-Yamaha | Gebroken drijfstang | Gebroken drijfstang |
| DNQ | Jo van der Ven   | Tonny Troeyen      | Yamaha               | Gebroken drijfstang | Gebroken drijfstang |
| DNQ | Piet Huybers     | Karl-Heinz Bucholz | Yamaha               |                     |                     |

### Top 10 WK-stand na deze race
| Pos | Coureur          | Bakkenist                                            | Motorfiets           | Ptn |
| --- | ---------------- | ---------------------------------------------------- | -------------------- | --- |
| 1   | Alain Michel     | Michael Burkhardt                                    | Seymaz-Yamaha        | 82  |
| 1   | Rolf Biland      | Kurt Waltisperg                                      | LCR-Yamaha           | 82  |
| 3   | Jock Taylor      | Benga Johansson                                      | Fowler-Windle-Yamaha | 65  |
| 4   | Derek Jones      | Brian Ayres                                          | Yamaha               | 38  |
| 5   | Werner Schwärzel | Andreas Huber                                        | Seymaz-Yamaha        | 27  |
| 6   | Masato Kumano    | Kunio Takeshima                                      | LCR-Yamaha           | 26  |
| 7   | Michel Vanneste  | Serge Vanneste                                       | Seymaz-Yamaha        | 22  |
| 8   | Trevor Ireson    | Clive Pollington                                     | Ireson-Yamaha        | 18  |
| 9   | Egbert Streuer   | Bernard Schnieders Johan van der Kaap Kenny Williams | LCR-Yamaha           | 17  |
| 10  | Mick Boddice     | Chas Birks                                           | Yamaha               | 16  |

1977 · 1978 · 1979 · 1980 · 1981 · 1982 · 1983 · 1984 · 1985 · 1986 · 1987 · 1988 · 1989 · 1990 · 1991 · 1992 · 1993 · 1994 · 1995 · 1996 · 1997 · 1998 · 1999 · 2000 · 2001 · 2002 · 2003 · 2004 · 2005 · 2006 · 2007 · 2008 · 2009 · 2010 · 2011 · 2012 · 2013 · 2014 · 2015 · 2016 · 2017 · 2018 · 2019 · 2021 · 2022 · 2023 · 2024 · 2025